# مناعة متباينة
المناعة المتباينة أو أنتجن مشابه (بالإنجليزية: Alloimmunity)‏ هي الاستجابة المناعية للمستضدات الأجنبية (alloantigens) من أفراد من نفس النوع. الهجمات بسبب الاستجابة المناعية تشمل الأنسجة المزروعة أساسا وحتى الجنين في بعض الحالات. النتائج الأولية للمناعة المتباينة هي رفض الطعم والذي يتجلى في تدهور أو فقدان كامل للوظيفة المفترضة من الأنسجة المزروعة. في المقابل، المناعة الذاتية هي استجابة مناعية لبروتينات الجسم نفسه.

## أنواع الرفض

### تفاعل نقل الدم
قد يؤدي نقل الدم إلى تفاعل الأجسام المضادة ضد خلايا الدم المنقولة، مما يؤدي إلى تفاعل نقل الدم. حتى مع اختبار توافق الدم القياسي، يوجد خطر لحدوث تفاعل ضد مستقبلات فصيلة الدم البشرية المغايرة لـ ABO والعامل الريسوسي.

### مرض انحلال الدم عند الجنين وحديثي الولادة
يشبه مرض انحلال الدم عند الجنين وحديثي الولادة تفاعل نقل الدم من ناحية أن الأجسام المضادة للأم لا تستطيع تحمل مستضدات الجنين. يحدث ذلك عندما يضعف التحمل المناعي للحمل. في كثير من الحالات، يهاجم الجهاز المناعي للأم الخلايا الدموية الجنينية، مما يؤدي إلى فقر الدم عند الجنين. يتراوح مرض انحلال الدم عند الجنين وحديثي الولادة من معتدل إلى شديد. تتطلب الحالات الشديدة نقل الدم داخل الرحم أو الولادة المبكرة للبقاء على قيد الحياة. أما الحالات الخفيفة قد تتطلب العلاج بالضوء عند الولادة فقط.

### رفض الزرع

#### الرفض الحاد
يحدث الرفض الحاد بسبب خلايا تي القاتلة والخلايا التائية المساعدة. تتعرف هذه الخلايا على الأنسجة المزروعة لأنها تملك مستضدات مخالفة. يرفض الجسم عملية الزرع خلال الأيام العديدة أو الأسابيع الأولى بعد الزرع.

#### الرفض شديد الحدة والمتسارع
الرفض شديد الحدة والمتسارع هو استجابة مناعية بوساطة الجسم المضاد للطعم الخيفي. يحتوي دم المستلم بالأصل على أجسام مضادة قبل الزرع إما غلوبولين مناعي م أو أجسام مضادة ناتجة عن التمنيع السابق (الناتجة عن نقل الدم المتكرر مثلًا). في حالة الرفض شديد الحدة، تنشط الأجسام المضادة المتممة، وتعزز العدلات التفاعل. هذا النوع من الرفض سريع جدًا، إذ يُرفض العضو المزروع في غضون بضع دقائق أو ساعات بعد الزرع. يؤدي الرفض المتسارع إلى تنشيط الخلايا البلعمية والقاتلة الطبيعية من خلال مستقبلات Fc التي تربط أجزاء Fc من الأجسام المضادة. يحدث رفض الطعم في غضون 3 إلى 5 أيام. هذا النوع من الرفض هو استجابة نموذجية لنقل الأعضاء بين الكائنات الحية.

#### الرفض المزمن
لم يُفهم الرفض المزمن حتى الآن، ولكن من المعروف أنه مرتبط بإنتاج الأجسام المضادة والسيتوكين. يحدث تلف في بطانة الأوعية الدموية، ولا يحصل الطعم على الدم بشكل كافٍ ويُستبدل بأنسجة ليفية (تليف). يستغرق رفض الطعم بهذه الطريقة شهرين على الأقل.

## تحمل الطعم
تُقبل الأنسجة المزروعة من متلقٍ مؤهل مناعيًا إذا كانت وظيفية في غياب الأدوية المثبطة للمناعة وبدون علامات نسيجية للرفض. قد يقبل جسم المضيف طعمًا من متبرع ويرفض الطعم من مانح آخر. يعتمد قبول الطعم على توازن الخلايا الليمفاوية المساعدة 1 و17 والخلايا التائية المنظمة المضادة للالتهابات. يتأثر ذلك بالبيئة الميكروية للسيتوكين، الذي ينشط الخلايا الليمفاوية التائية CD4 + في مستوى الالتهاب (لأن مسببات الأمراض التي تغزو الكائن الحي تنشط الجهاز المناعي بدرجات مختلفة وتؤدي لإفراز السيتوكين الالتهابي، وبالتالي فهي تدعم الرفض). تُستخدم الأدوية المثبطة للمناعة لقمع الاستجابة المناعية، لكن تأثيرها ليس محددًا. لذلك، قد يتأثر الكائن الحي بالعدوى بسهولة أكبر. الهدف من العلاجات المستقبلية هو قمع الاستجابة المناعية الخيفية على وجه التحديد لمنع هذه المخاطر. يمكن تحقيق التحمل عن طريق القضاء على معظم أو كل الخلايا التائية الفعالة والتأثير على نسبة الخلايا اللمفاوية التائية المنظمة، لصالح الخلايا التنظيمية التي قد تثبط الخلايا الفعالة المستجيبة. يوجد طريقة أخرى تعتمد على حظر إشارة تنشيط الخلايا اللمفاوية التائية.